# Strandnibba
Strandnibba är en bergstopp i Antarktis. Den ligger i Östantarktis. Norge gör anspråk på området.
Terrängen runt Strandnibba är varierad. Havet är nära Strandnibba åt nordväst. Trakten är obefolkad. Det finns inga samhällen i närheten. 